# Chiesa di Santa Maria Ausiliatrice a Montorsoli
La chiesa di Santa Maria Ausiliatrice è la parrocchiale di Montorsoli, frazione di Vaglia (FI), situata in via di Villamaggio, a circa 50 metri dalla via Bolognese.

## Storia e descrizione
La chiesa attuale risale al 1976, e venne realizzata in sostituzione della vecchia chiesa di San Lorenzo a Basciano (situata più in basso, a circa 2 km di distanza dal paese). 
Conserva la pala di Francesco Botticini con la Madonna col Bambino tra sei santi, datata 1480. Dopo il restauro è custodita in sagrestia, mentre in chiesa si trova una copia.